# یوزاوا، آکیتا
یوزاوا، آکیتا از شهرهای استان آکیتا ژاپن است که جمعیت آن در ۱ ژانویه ۲۰۰۸ ۵۳٬۵۸۸ نفر بوده‌است.